# كونثبثيون (محافظة)
كونثبثيون (بالإسبانية: Provincia de Concepción)‏ هي إحدى محافظات جنوب تشيلي، م وتنقسم إلى 12 بلدية.